# Schloss Bertholdsburg

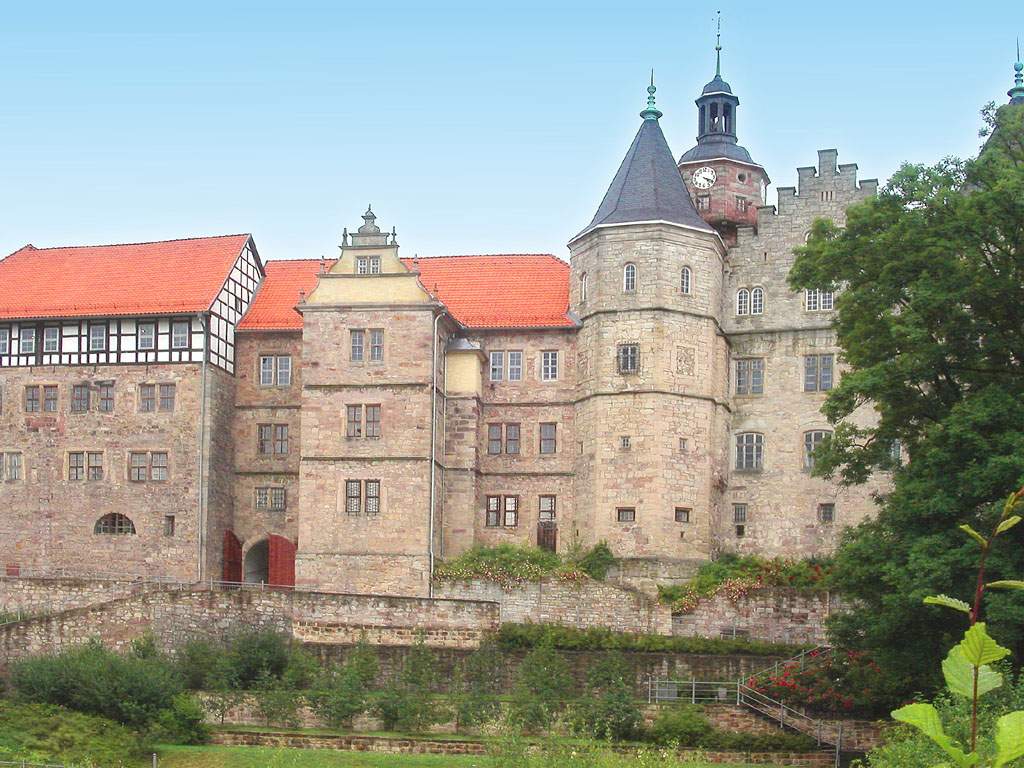
Ansicht von Westen

## Allgemein
Das Schloss Bertholdsburg ist ein frühneuzeitliches Schloss in der Stadt Schleusingen im Landkreis Hildburghausen in Thüringen. Es befindet sich am westlichen Rand der Altstadt über dem Zusammenfluss von Erle und Nahe. Ihren Namen erhielt die ehemalige Burg nach Berthold VII., dem bedeutendsten Mitglied des Hauses Henneberg.
Heute wird das Schloss von der Stiftung Thüringer Schlösser und Gärten verwaltet und beherbergt das Naturhistorische Museum.

## Geschichte

### Die Residenz der Grafen von Henneberg
Schloss Bertholdsburg geht auf eine Burganlage aus dem 13. Jahrhundert zurück, die im Knotenpunkt mehrerer Handelsstraßen wie der von Erfurt nach Würzburg lag. Der Wasserreichtum von Erle und Nahe machte den Mühlenort zum attraktiven Standort.
Die These, Graf Poppo VII. von Henneberg habe den Bau zwischen 1226 und 1232 initiiert, ist bisher nicht belegbar. Laut schriftlicher Quellen hielt sich der Graf mit Familie und vielen hochrangigen Gästen 1235 in Schleusingen auf. Zu diesem Zeitpunkt muss es also bereits eine repräsentative Burg gegeben haben, die eine so große Gesellschaft aufnehmen konnte. 1268 wird die Höhenburg als castrum erwähnt.
Mit der Teilung des Geschlechts der Henneberger 1274 wurde der Herrschaftsmittelpunkt der Linie Henneberg-Schleusingen nach Schleusingen auf die Bertholdsburg verlegt. Kloster Veßra (Klosteranlage) diente den Grafen als Hauskloster und Grablege. Unter Berthold VII. von Henneberg, auch der Weise genannt, wurde das Geschlecht 1310 gefürstet und die Burg zu einem repräsentativen Herrschaftssitz ausgebaut. Berthold VII. hatte gute Beziehungen zu den römisch-deutschen Königen, war königlicher Berater und Vormund von Ludwig dem Brandenburger, dem ältesten Sohn Kaiser Ludwig IV.  In seiner Herrschaftszeit wurde Schleusingen belagert, wobei 1304 Walter X. von Barby die Burg angriff. Das war jedoch die einzig nachweisbare Belagerung der Burg. 1347 entfachte 1347 ein Blitzschlag ein Feuer. Die Zerstörung wurde genutzt, um den Palas zu erweitern. Im Bauernkrieg wie auch im Dreißigjährigen Krieg wurden das Schloss und die Stadt weitgehend verschont.
Im 15. und 16. Jahrhundert wurde das Schloss Sinnbild für die fürstlichen Rangansprüche. Wilhelm IV. und sein Sohn Georg Ernst von Henneberg-Schleusingen bauten die Burg zu einem repräsentativen Renaissanceschloss um. Infolge der Bauaktivität waren die Schulden der Henneberger so hoch, dass sie 1554 im Vertrag von Kahla für den Fall ihres Aussterbens eine Erbverbrüderung mit den Wettinern eingingen. Nach dem kinderlosen Tod Georg Ernsts trat der Erbfall ein.
Mit der Bedeutung der Burg wuchs auch die Stadt Schleusingen unter den Hennebergern. 1232 wurde die stadtähnliche Siedlung erstmals in einem Vertrag zwischen Poppo VII. und Abt von Fulda als villa Slusungen erwähnt. Bis ins 15. Jahrhundert stieg die Bevölkerungszahl der Siedlung stark an und sie wurde zur Stadt (civitas). 1412 erhielt sie das Stadtrecht, 1533 das Marktrecht. Im Aufbau teilte sich die Stadt in zwei Bereiche. Die Unterstadt war für die Produktion von Nahrungsmitteln für Burg und Oberstadt zuständig. Die Oberstadt entwickelte sich zu einer Schul- und Beamtenstadt.

### Von Residenz zum Amtssitz
Unter wettinischer Herrschaft verlor Schloss Bertholdsburg den Status als Residenz. Zunächst standen die Stadt und das Schloss unter gemeinsamer Verwaltung der ernestinischen und der albertinischen Linie, ab 1660 wurde mit dem Weimarer Abschied das vormals hennebergische Territorium geteilt: Es fiel zu sieben Zwölfteln an die Ernestiner und zu fünf Zwölfteln an die Albertiner. Schleusingen gehörte nun zu den albertinischen Besitzungen. Von diesem Wechsel zeugt heute noch das barocke Altantor, das Herzog Moritz von Sachsen-Zeitz (Albertiner) mit der Jahresangabe 1661 versehen ließ. Möglicherweise entstanden in diesem Zusammenhang auch die drei Wappen an der Stadtseite des Tors. Das Schloss wurde größtenteils als Amtssitz genutzt.
Neben dieser Funktion war Schloss Bertholdsburg immer wieder Aufenthaltsort fürstlicher Personen. 1624 versammelten sich zahlreiche Fürsten im Schloss, um über die Anerkennung Herzog Maximilians von Bayern als Kurfürst abzustimmen und im Herbst 1631, während des Dreißigjährigen Kriegs, weilte König Gustav II. Adolf von Schweden kurzzeitig auf der Bertholdsburg. Ab 1718 wurde das Schloss von Maria Amalia von Sachsen-Zeitz als Witwensitz genutzt. In dieser Zeit kam es zu einer Reihe von Instandsetzungs- und Sanierungsarbeiten am Schloss, besonders am Südflügel.
Mit dem Wiener Kongress fiel die Grafschaft samt Schloss an das Königreich Preußen. Schleusingen wurde zur Kreisstadt, das Schloss wurde Sitz des preußischen Landrats. Über hundert Jahre war Schleusingen preußisch, bis es nach dem Ersten Weltkrieg Teil des Freistaats Thüringen wurde.

### Nutzung und Denkmalpflege
Nach dem Ersten Weltkrieg bezog wiederum die Kreisverwaltung das Schloss, ab 1929 das geologische Heimatmuseum, aus dem 1984 das Naturhistorische Museum (heute NaturHistorisches Museum Bertholdsburg) wurde. Mit dem Ende des Zweiten Weltkriegs marschierten im Sommer 1945 die US-Streitkräfte in Schleusingen ein und trafen auf Widerstand. Die Kämpfe fanden auf und um Schloss Bertholdsburg statt und beschädigten den Bau. In der Sowjetischen Besatzungszone (SBZ) und der DDR-Zeit beherbergte das Schloss das Heimatmuseum, einen Kindergarten, eine Bücherei und auch Mietwohnungen.
Das Naturhistorische Museum widmet sich heute in drei großen Dauerausstellungen: Fossilien und Mineralien aus Thüringen und Franken, der Naturkunde Thüringens und des Thüringer Waldes sowie der Geschichte von Burg und Stadt Schleusingen sowie des Henneberger Lands. Zum Museum gehören zudem drei Bibliotheken: eine naturwissenschaftliche, eine regionalgeschichtliche und die historische Gymnasialbibliothek.
Seit 1994 gehört Schloss Bertholdsburg zum Bestand der Stiftung Thüringer Schlösser und Gärten. Zu den denkmalpflegerischen Maßnahmen gehören die Instandsetzung des Schlossgartens, die Sanierungen am Ost- und Westflügel sowie an den Stützmauern und die Restaurierung Brunnenhauses. 2024 begannen Sanierungsprojekte an der Schlossbrücke einschließlich Fassaden des Ostflügels sowie im Südflügel.

## Architektur

### Von der Burg zum Schloss
Die ehemalige steinerne Höhenburg setzte sich wahrscheinlich aus einem Palas im Nordwesten, Fachwerkbauten, einem Bergfried und einer Wehrmauer zusammen. Um den Mauerring gab es einen Halsgraben. Reste dieses Grabens sind noch heute entlang des Ostflügels zwischen Schloss und Stadtkirche erhalten. Zu Beginn des 14. Jahrhunderts wurde schriftlich eine Burgkapelle erwähnt, die jedoch nicht mehr lokalisiert werden kann. Teile der Burgbauten aus dem 13. Jahrhundert wurden in spätere Umbauten integriert und finden sich noch heute vor allem im nördlichen Bereich des Schlosses.
Die Erweiterungs- und Erneuerungsbauten unter Wilhelm IV. und Georg Ernst führten zu einem fast vollständigen Neubau als Renaissanceschloss. Ab 1534 wurden der Ostflügel samt Jungfernturm, der Südflügel mit Hauns- und Hexenturm sowie der sie verbindende Hauptturm errichtet. Georg Ernst ließ einen weiteren Treppenturm (Gerichtsturm) zwischen Nord- und Westflügel einfügen. Die Fachwerkober- und Dachgeschosse des nördlichen West- und des Nordflügels sowie die Fachwerkaufsätze des Jungfern- und des Gerichtsturms wurden ebenfalls am Ende der Regentschaft von Ernst Georg erbaut. In der Zeit als Amtssitz wurde ab 1617/18 der ehemalige Küchenbau als neuer Westflügel überformt und sein Fachwerk wegen Baufälligkeit durch Steinmauerwerk ersetzt.
Um 1700 wurde der Hauptturm mit einer welschen Haube versehen, im 19. Jahrhundert wurden die anderen Turmdächer mit Spitzdächern ersetzt.
Ergebnis der Umbauten des 16. Jahrhunderts war die bis heute erhaltene unregelmäßige Vierflügelanlage um einen trapezförmigen Hof. Charakteristisch für die Anlage sind sechs erhaltene von den ehemals neun Türmen. Der Pulverturm und der Totenturm sind noch in ihren Grundmauern erhalten. Die Schlossflügel bestehen aus zwei Geschossen in massivem Quadermauerwerk und einem Obergeschoss in Fachwerk. Lediglich der Südflügel ist vollständig massiv gemauert. Die Westfassade zieren ein Schweif- und ein Stufengiebel, die vom Hexen- und Kapellenturm gerahmt sind. Die Südseite schließt am Hexenturm an und wird östlich vom Haunsturm begrenzt. Von Osten her führt das barocke Altantor mit der Schlossbrücke in den Schlosshof. An der Nord- und Ostfassade präsentieren sich die Fachwerkobergeschosse.
Neben dem Altantor und der Schlossbrücke führt ein zweiter Durchgang über die Treppen vom Schlosspark durch einen kreuzgratgewölbten Gang im Erdgeschoß des Westflügels in den Hof. In die schlichten steinsichten Hoffassaden sind verschiedene Eingänge in das Innere der Flügel eingelassen. Den Jungfernturm im Nordosten ziert ein Portal mit Schulterbogenöffnung, der Hauptturm des Schlosses (1538 erbaut, Obergeschosse 1597 erneuert) besitzt einen Eingang mit profiliertem Bogen und Rahmen aus Pilastern und Gebälk, über dem das Wappen der Henneberger eingelassen ist. Zwischen Hauptturm und westlichem Treppenhaus liegt in den beiden Obergeschossen jeweils eine kreuzgratgewölbte Loggia mit offenem Treppenhaus.

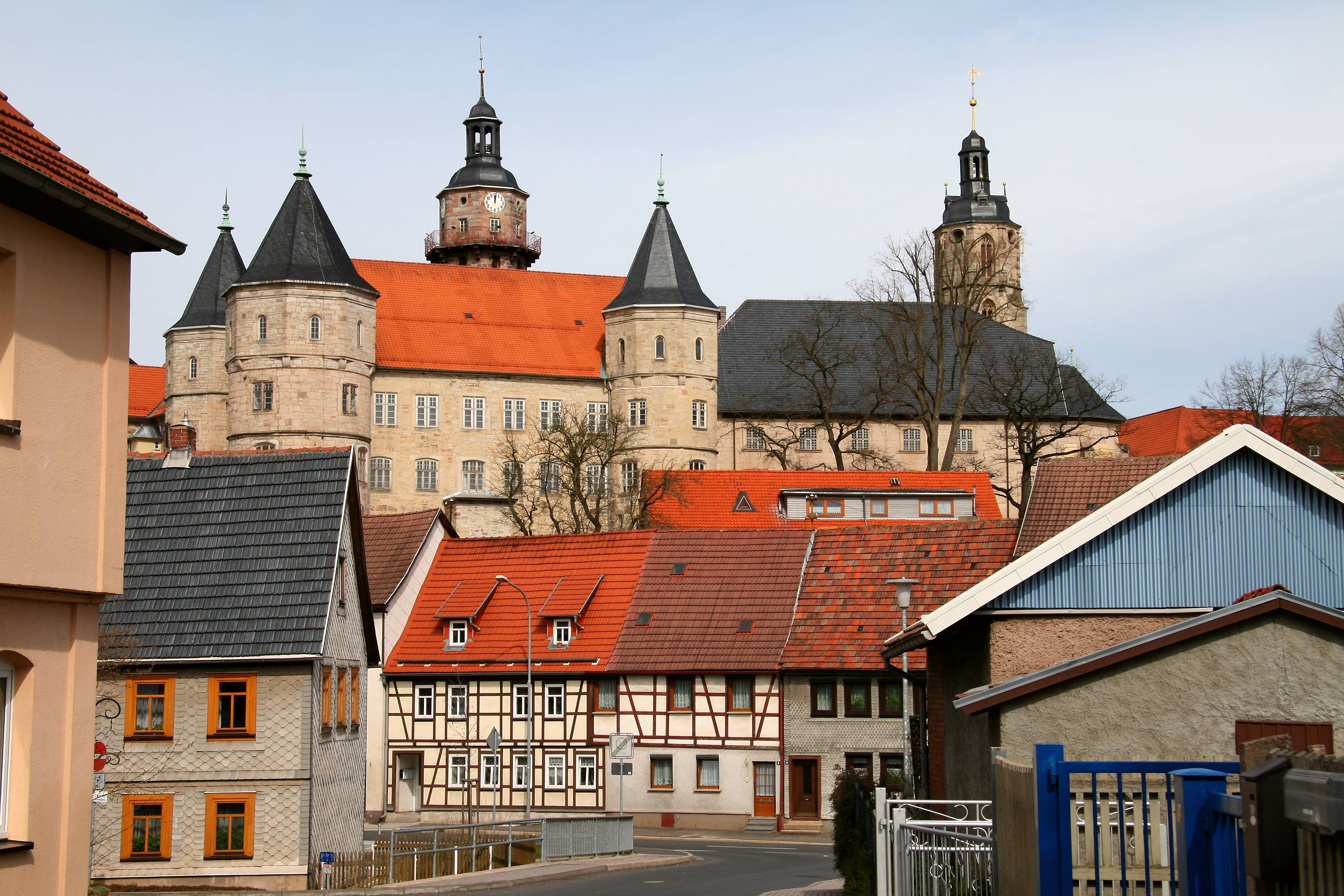
Schloss Bertholdsburg von Süden
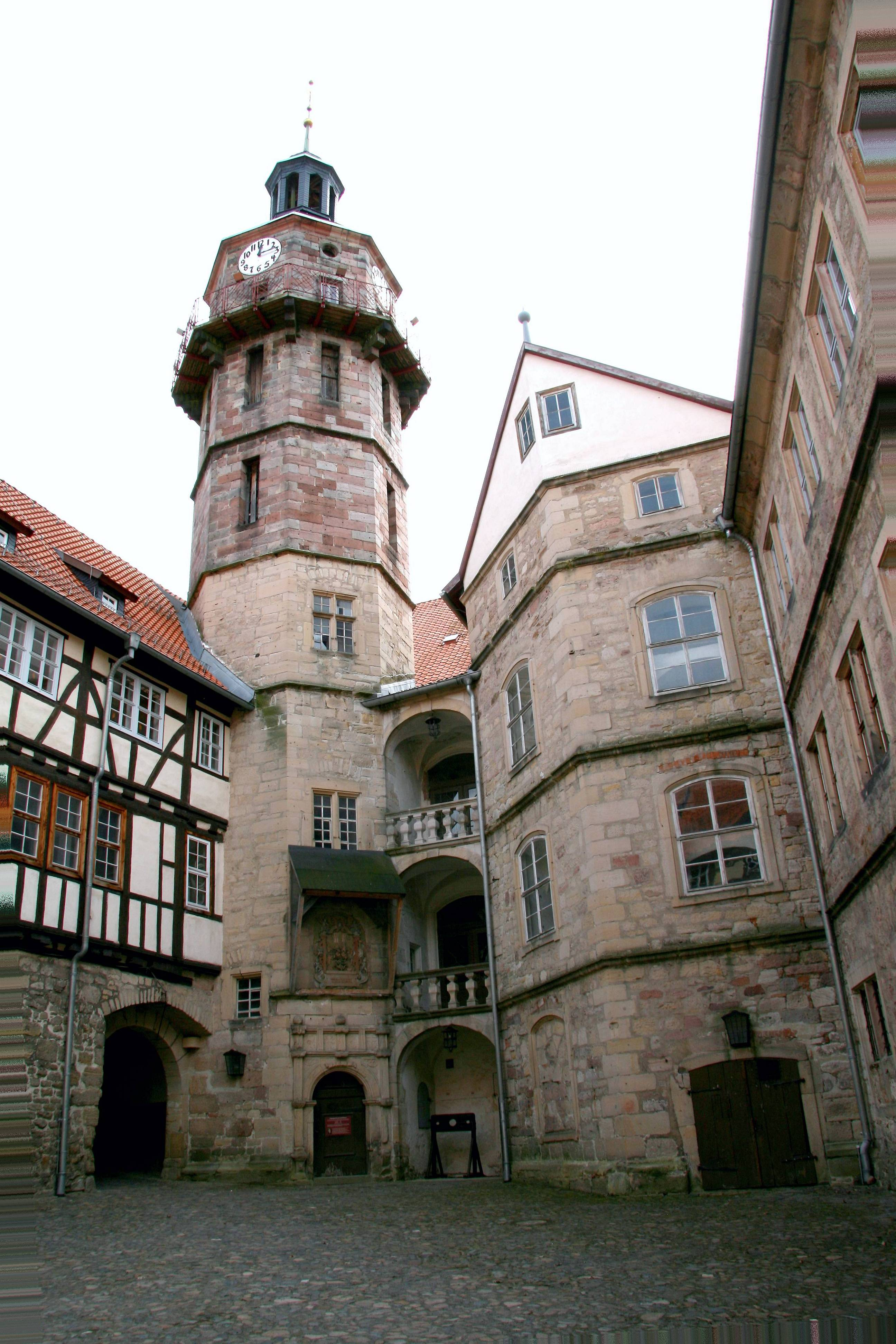
Aussichtsturm an der Südostecke des Innenhofes
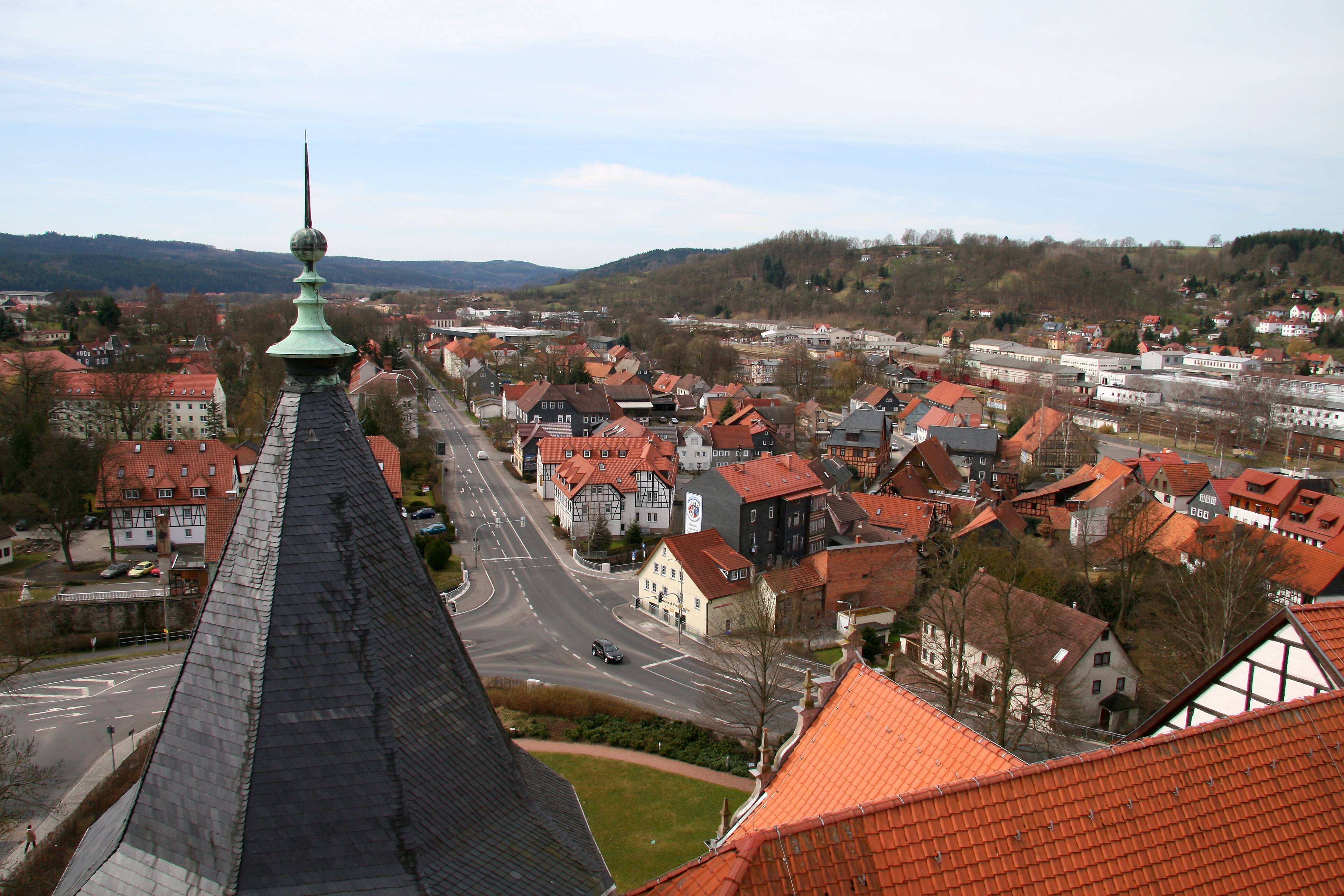
Blick vom Aussichtsturm nach Südwesten
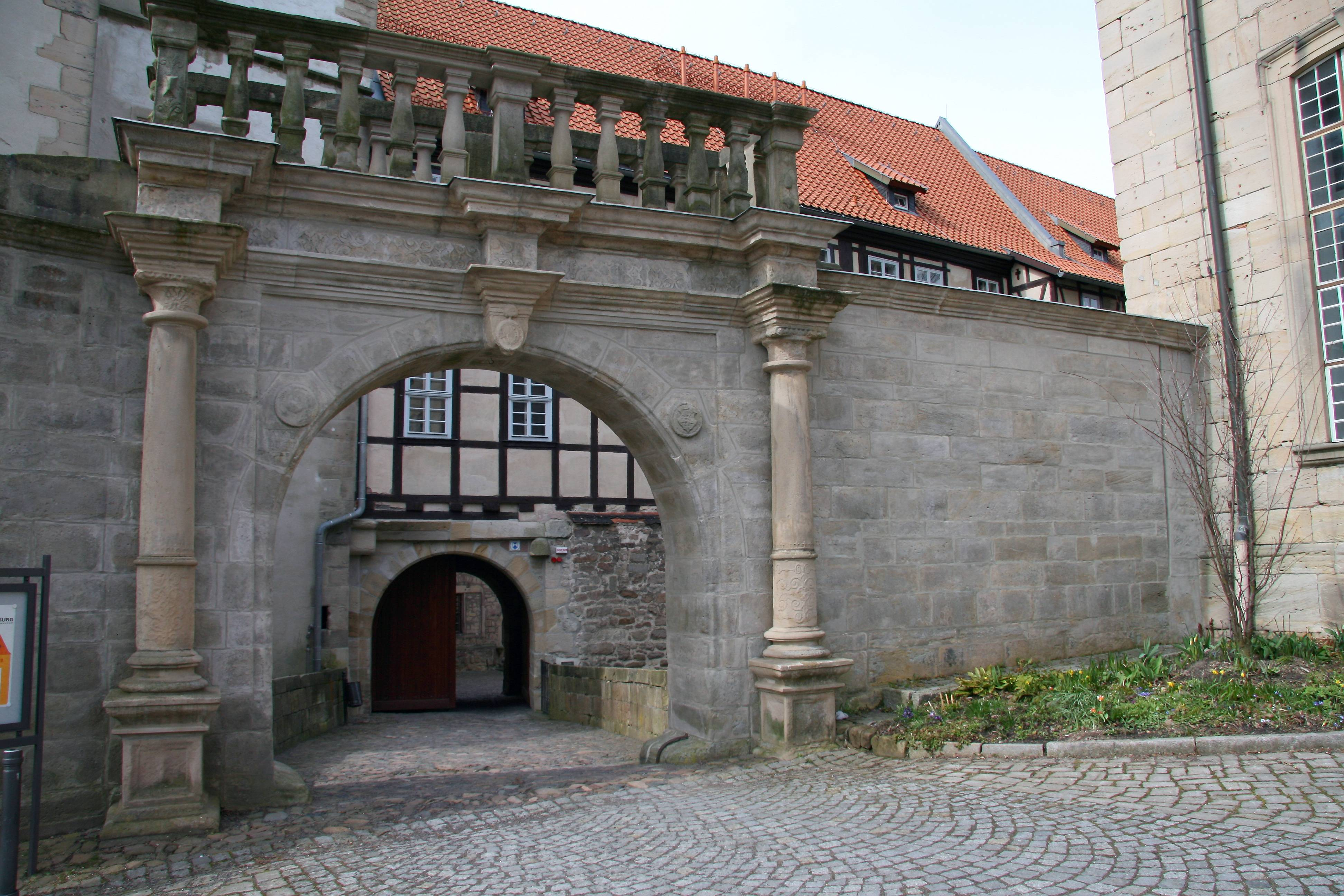
Eingangstor von 1631/32 an der Nordseite
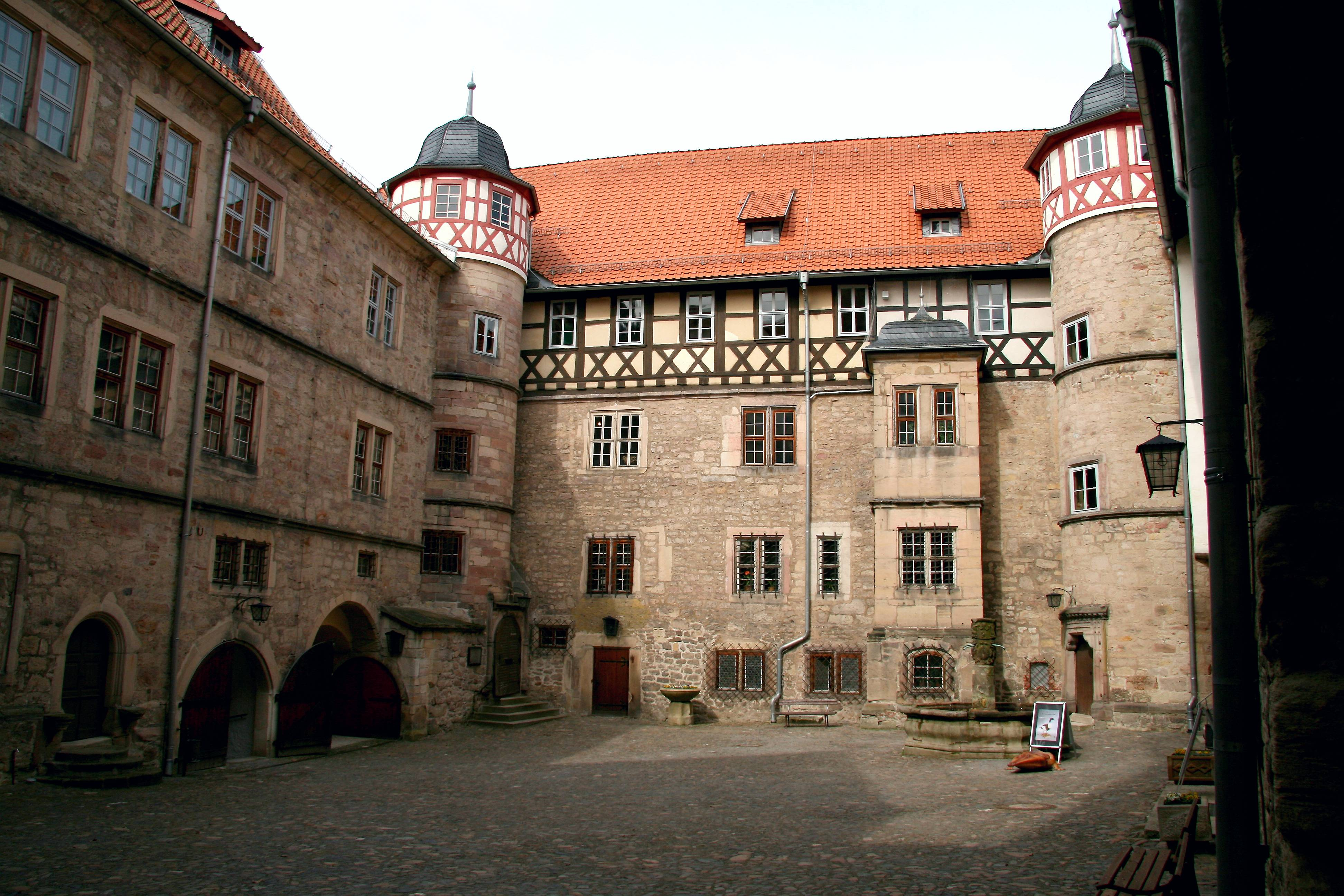
Innenhof

Im Inneren haben sich im Nordflügel ein farbig gefasstes Renaissanceportal und Wandmalereien zu den Taten des Herkules im nach ihnen benannten Herkulessaal erhalten.

### Schlossgarten und Brunnenhaus
Das Gelände zu Füßen des Burgbergs war zunächst vor allem für die Verteidigung bedeutsam, hier befand sich vermutlich ein Zwinger. Die Freifläche diente seit dem Hochmittelalter wohl als Turnierplatz und Nutzgarten. Neben einem Jagdzeughaus, das 1609 abgerissen wurde, hielten die gefürsteten Grafen auch Wildtiere auf dem Gelände.
Die Grafen Wilhelm IV. und Georg Ernst bauten die Anlage zum Renaissancegarten aus. Er umfasste den heutigen westlich gelegenen Schlossgarten, aber auch Flächen südwestlich des Schlosses.
Nach dem Tod von Maria Amalia 1739 wurde der Schlossgarten in Einzelgärten parzelliert, die als sogenannte „Landratsgärten“ an kursächsische Beamte verpachtet wurden. 1740 wurden das große Lusthaus und der Verbindungsgang abgerissen, später auch das kleine Lusthaus.
1830 und 1834 führte der Straßenbau rund um das Schloss zu weitreichenden Veränderungen, bei denen ein Drittel der Gartenfläche verloren ging. Nach dem Zweiten Weltkrieg wurde der Park 1951 als „Friedenspark“ umgestaltet. 2001–2002 wurde die Gestaltung des Parks wieder mehr an den Renaissancegarten angelehnt.
Eine Besonderheit der Schlossanlage ist das Brunnenhaus, das am Fuß der Schlosstreppe steht. Es stammt laut dendrochronologischer Datierung vermutlich aus der Zeit um 1620. Freistehende Brunnenhäuser sind kaum mehr überliefert. Acht basislose Säulen mit Würfelkapitellen schließen sich über Rundbögen zu einem achteckigen Bau zusammen, der im Erdgeschoss durch Arkaden geöffnet ist. Innen überspannt das Erdgeschoss ein verputztes und flachgehaltenes Rippengewölbe mit einem kreisrunden Schlussstein. Den Rundbögen sind an der Innenseite Spitzbögen vorgelegt. Das Obergeschoss ist als Stube mit Fenstern angelegt, der kleine Bau schließt mit einem Zeltdach ab. Unter den Bodenplatten des Erdgeschosses liegt ein rund sechs Meter breiter verborgener Brunnen, in dem drei Quellen zusammenfließen. Die Quellen sind mit der Gründungssage von Burg und Stadt verbunden. Vergleichbare Brunnenhäuser sind zum Beispiel auf einer Ansicht des Schlossgartens von Haimhausen bei München (um 1700) und im Stuttgarter Herzoginnenpark belegt.